# Клячко, Лев Михайлович
Лев Миха́йлович Клячко (род. 17 июля 1948) — советский и российский учёный и организатор науки, доктор технических наук, профессор, заслуженный машиностроитель РФ (2009), генеральный директор «Центрального научно-исследовательского института «Курс» (2004—2020), лауреат премии Правительства РФ в области науки и техники (1999), действительный государственный советник РФ 2 класса.

## Биография

### Работа в судостроении
Трудовую деятельность Клячко начал в 1973 году во ВНИИ «Альтаир» Министерства судостроительной промышленности СССР, затем работал в «ЦНИИ «Курс».
В 1996 году он защитил диссертацию на соискание учёной степени кандидата технических наук на тему «Разработка математических моделей и программно-информационных средств оценки эффективности сложных систем судового радиоэлектронного оборудования». Специальность — 05.13.14.
В 2000—2001 годы работал заместителем и первым заместителем генерального директора Российского агентства по судостроению.
В 2004—2015 годах в должности генерального директора руководил «ЦНИИ «Курс».
Клячко доктор технических наук. Занимался актуальными проблемами развития судостроительной промышленности, созданием систем управления движением судов, вопросами промышленной политики.

### Научно-педагогическая и общественная деятельность
Клячко профессор МИРЭА и МИИТ. Он научный руководитель 8 аспирантов.
Он участник ряда экспертных и диссертационных советов:
- Член экспертного совета ВАК[3]
- Член двух диссертационных советов[3]
- Председатель экспертного совета Комиссии Совета Федерации Федерального Собрания Российской Федерации по национальной морской политике в области судостроения кораблестроения и судоремонта[4]
- Являлся председателем и членом научных и экспертных советов Совета Безопасности, Совета Федерации, Государственной Думы, Минпромторга России[3]

Входил в состав редакционных коллегий 5 научно-технических журналов
Клячко также член правления Общероссийского движения поддержки флота и действительный член Британского института морских инженеров

## Награды и звания
- Премия Правительства Российской Федерации в области науки и техники (1999) — за «совершенствование технологии и повышение экономической эффективности ремонта атомных подводных лодок за счет продления сроков службы и ресурса оборудования»[6]
- Заслуженный машиностроитель Российской Федерации (2009)[7]
- Действительный государственный советник РФ 2 класса[3].